# Domenico da Piacenza
Domenico da Piacenza (Piacenza, 1390 – Ferrara, ca. 1470) fue un maestro de ceremonias, coreógrafo y compositor italiano que trabajó para la Casa de Este en Ferrara. Su nombre también aparece citado como Domenichino da Ferrara, Domenico da Ferrara, Domenico di Piacenza o Domenichino di Piacenza.
La figura de Domenico da Piacenza es muy importante pues con él la coreografía se convierte en un oficio profesional: Domenico estaba al servicio de la familia Este y su función en la corte era crear bailes para las frecuentes celebraciones festivas, y escribió De arte saltandi et choreas ducendi. Su nombre aparece citado junto al de su gran alumno y continuador, Guglielmo Ebreo da Pesaro. Ambos consiguieron el nombramiento de caballeros, con lo que el arte de la danza alcanzó así el reconocimiento de arte liberal, a la altura de la música y la pintura, cuya consideración (precisamente) estaba siendo revisada en aquella época. 